# Muzică instrumentală

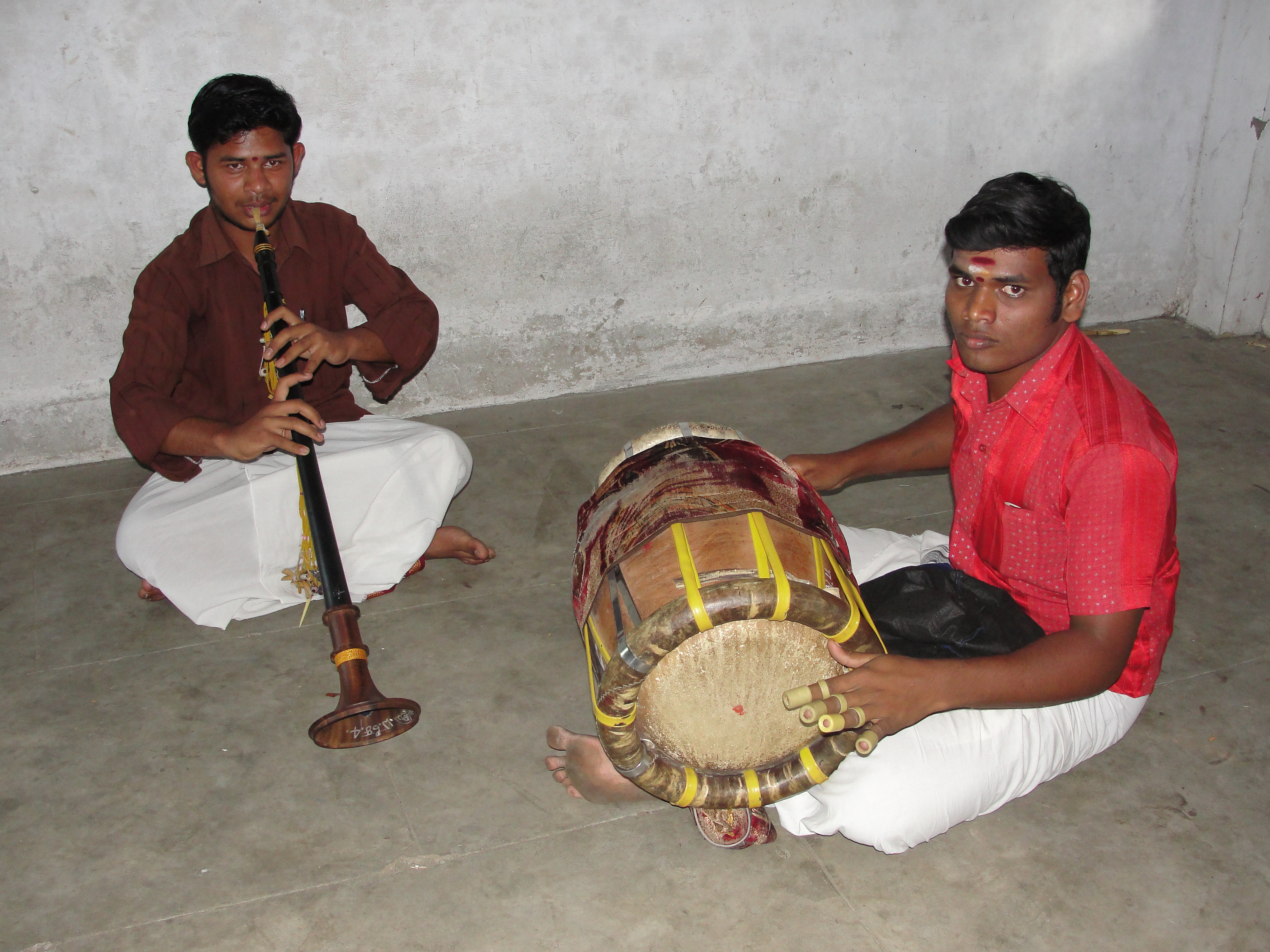

Muzică instrumentală reprezintă o compoziție muzicală sau o înregistrare fără versuri sau voce, deși poate include părți vocale neclare; producerea muzicii se bazează în principal pe sunetele scoase de instrumentele muzicale.